# 산드라 라벨
산드라 라벨(이탈리아어: Sandra Ravel, 1910년 1월 16일 ~ 1954년 8월 13일)은 1930년대의 이탈리아 영화배우였다.